# 塩化ルテニウム (III)
塩化ルテニウム(III)（えんかルテニウム さん、ruthenium(III) chloride）は化学式 RuCl3で表される無機化合物である。通常は水和物 RuCl3·xH2O として存在しており、無水物、水和物いずれも暗褐色～黒色である。3水和物を形成する事も可能であり、ルテニウム化合物の原料として広く用いられる。

## 製造と性質
無水物の物性はよく研究されているものの、実用上ほとんど用いられる事はない。塩素と一酸化炭素を4:1とした雰囲気下で、ルテニウム粉末を700 °Cにまで加熱し冷却することで得られる。塩化ルテニウムには2つの結晶形が存在する。黒いα型は塩化クロム(III)と同じ結晶構造であり、ルテニウム間の距離は346 pmである。一方暗褐色のβ型は準安定相であり、8面体の面と面が重なりあう形の結晶構造を取る。ルテニウム間の距離は283 pmである。β型結晶を400–600 °Cで加熱すると、α型結晶へと不可逆的に変化する。

## 錯体化学
ルテニウムの化合物の中では最もよく用いられており、特に水和物 RuCl3·xH2O は多くの化合物の前駆体となる。ルテニウムの化合物全般の性質として、複数の酸化状態を安定的に取ることができ、Ru(II)、Ru(III)、Ru(IV)が安定である。

### 塩化ルテニウムを原料として合成される化合物群
- RuCl2(PPh3)3

チョコレート色で、ベンゼンに可溶な化合物である。この化合物も出発物質として汎用される。一般的には以下の反応式で合成される。
{\displaystyle {\ce {2RuCl3\cdot {\mathit {x}}H2O\ +7PPh3->2RuCl2(PPh3)3\ +OPPh3\ +5H2O\ +2HCl}}}
- [RuCl2(C6H6)]2

チョコレート色であるが、ベンゼン錯体の溶解度は低い。1,3-シクロヘキサジエンから合成される。
{\displaystyle {\ce {2RuCl3\cdot {\mathit {x}}H2O\ +2C6H8->\ [RuCl2(C6H6)]2\ +6H2O\ +2HCl\ +H2}}}
なおベンゼン部分の配位子はヘキサメチルベンゼンなどの他の芳香族炭化水素であってもよい
- RuCl2(C5Me5)2

以下の式で合成される。
{\displaystyle {\ce {2RuCl3\cdot {\mathit {x}}H2O\ +2C5Me5H->\ [RuCl2(C5Me5)]2\ +6H2O\ +2HCl}}}
{\displaystyle {\ce {[RuCl2(C5Me5)]2}}} は更なる還元により、{\displaystyle {\ce {[RuCl(C5Me5)]4}}} となることもできる。
- {\displaystyle {\ce {[Ru(bpy)3]Cl2}}}

励起状態の寿命が長いため、強い発光を示す化合物である。
{\displaystyle {\ce {RuCl3\cdot {\mathit {x}}H2O\ +3bpy\ +{\frac {1}{2}}CH3CH2OH->\ [Ru(bpy)3]Cl2\ +3H2O\ +{\frac {1}{2}}CH3CHO\ +HCl}}}
このビピリジン#2,2'-ビピリジン(bpy)との反応は、有用な {\displaystyle {\ce {{\mathit {cis-}}Ru(bpy)2Cl2}}} を中間体として進行する。
- {\displaystyle {\ce {Ru(C5H7O2)3}}}

ベンゼンに可溶な赤い化合物である。
{\displaystyle {\ce {RuCl3\cdot {\mathit {x}}H2O\ +3C5H8O2->Ru(C5H7O2)3\ +3H2O\ +3HCl}}}
RuO4（四酸化ルテニウム、(en)）
四塩化炭素に可溶の、酸化性を有するオレンジ色の化合物である。四面体構造を有しており、有機合成の場面でも時折用いられる。
ルテニウム錯体の研究は、化学の中でも重要な領域を占めている。野依良治はルテニウム触媒を用いた野依不斉水素化反応により、2001年のノーベル化学賞を受賞している。またロバート・グラブスは、グラブス触媒と呼ばれるルテニウム系化合物を用いたメタセシス反応により、2005年のノーベル化学賞を受賞している。

### 一酸化炭素の誘導体
RuCl3(H2O)x は穏やかな条件で一酸化炭素と反応する。しかしながら、塩化鉄は一酸化炭素とは反応しない。一酸化炭素は赤〜茶色の塩化ルテニウム(III)を、黄色がかったRu(II)へと還元する。特に塩化ルテニウム(III)x水和物のエタノール溶液を1気圧の一酸化炭素と反応させると、その条件により [Ru2Cl4(CO)4]、 [Ru2Cl4(CO)4]2-、 [RuCl3(CO)3]- などが生成してくる。このような溶液に配位子を加えると、RuClxCOyLz (L = PR3) 型の錯体を合成可能である。このようなカルボニル化された錯体を亜鉛で還元すると、三角形のクラスターを有するオレンジ色のトリルテニウムドデカカルボニル [Ru3(CO)12] が合成される。
{\displaystyle {\ce {3RuCl3\cdot {\mathit {x}}H2O\ +}}}{\displaystyle 4.5}{\displaystyle {\ce {{Zn}+12CO{\mathit {(highpressure)}}->Ru3(CO)12\ +3H2O\ +}}}{\displaystyle 4.5}{\displaystyle {\ce {ZnCl2}}}

## 関連文献
- Carlsen, P. H. J. et al. (1981). “A greatly improved procedure for ruthenium tetroxide catalyzed oxidations of organic compounds”. J. Org. Chem. 46:  3936. doi:10.1021/jo00332a045.
- Gore, E. S. (1983). Platinum Met. Rev. 27:  111. リンク
- Cotton, S. A. "Chemistry of Precious Metals," Chapman and Hall (London): 1997. ISBN 0-7514-0413-6